# I съезд КПК

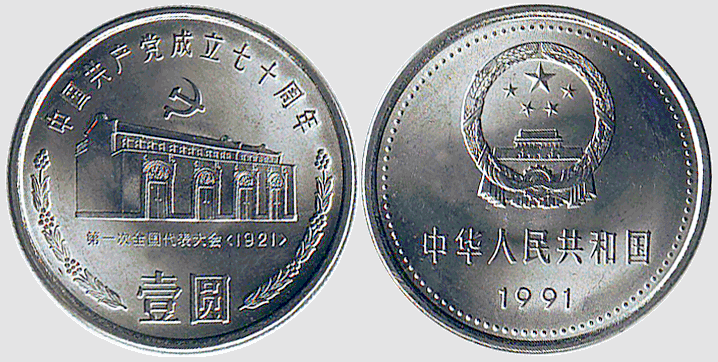
Юбилейная монета номиналом 1 юань 1991, приуроченная к 70-летию I съезда КПК в Шанхае

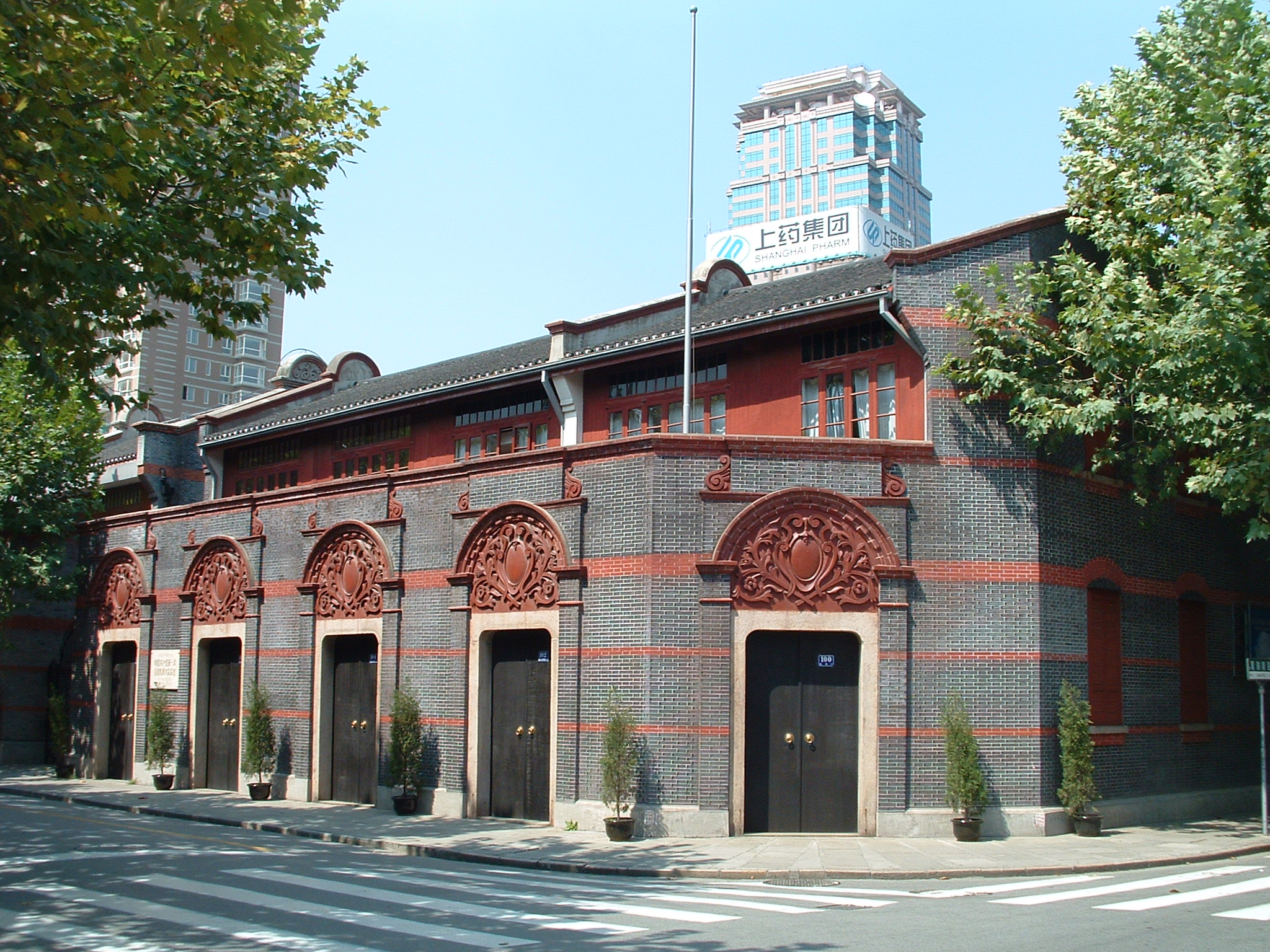
Сневлит в Шанхае

I съезд Коммунистической партии Китая проходил нелегально с 23 июля по 5 августа 1921 года в Шанхае. На съезде присутствовало 13 делегатов от 7 кружков: Бао Хуэйсэн (Гуанчжоу), Ван Цзиньмэй (Цзинань), Дун Биу (Ухань), Дэн Эньмин (Цзинань), Ли Да (Шанхай), Ли Ханьцзюнь (Шанхай), Лю Жэньцзин (Пекин), Мао Цзэдун (Чанша), Чжан Готао (Пекин), Чжоу Фохай (Токио), Чэнь Гунбо (Гуанчжоу), Чэнь Таньцю (Ухань), Хэ Шухэн (Чанша). Общая численность представленных кружков составляла 53 человека.

## Организация и проведение съезда
Председателем съезда являлся Чжан Готао, секретарём был Чжоу Фохай. В работе съезда активное участие принимали голландский коммунист Г. Маринг (представитель Коминтерна) и Никольский (псевдоним Владимира Абрамовича Неймана, уполномоченный Дальневосточного секретариата Исполкома Коминтерна). Учредительный съезд КПК прошёл нелегально. Вечером 30 июля во время 6-го заседания неожиданно в помещение ворвался незнакомый человек. Делегаты прекратили заседание и немедленно покинули место собрания. Заседание было продолжено на лодке на озере Наньху в г. Цзясин (провинция Чжэцзян), на нём не присутствовали Маринг и Никольский.

## Обсуждаемые вопросы

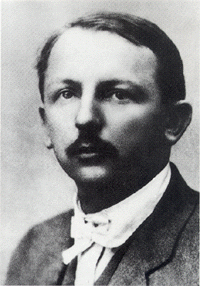
Г. Маринг (Сневлит), представитель Коминтерна

Никольский, сотрудник ИККИ

Основным вопросом являлось создание единой Коммунистической партии Китая и характер её политической платформы. По последнему вопросу мнения разделились: большинство съезда во главе с Чжан Готао выступало за создание партии ленинского типа, сплочённой и организованной, тогда как меньшинство под руководством Ли Ханьцзюня предлагало пропаганду и изучение марксизма в рамках легальной политической партии. Съезд назвал установление диктатуры пролетариата непосредственной задачей пролетариата и провозгласил построение в Китае социализма конечной целью вновь созданной Коммунистической партии. Среди целей была названа отмена частной собственности, конфискация всех средств производства и передача их в общественную собственность
Съезд определил название партии как «Коммунистической партии Китая», принял первую программу партии и «Резолюцию о текущей практической партийной работе», в которой отмечена необходимость для коммунистов организовать рабочий класс и возглавить рабочее движение. Было избрано Временное бюро в составе: Чэнь Дусю (секретарь), Чжан Готао и Ли Да.

## Последствия
В короткий срок после съезда коммунисты Китая приняли активное участие в рабочем движении страны. Коммунисты были инициаторами создания Всекитайского секретариата профсоюзов (июль 1921), участвовали в руководстве множества стачек, в том числе и в известной стачке моряков в Гонконге в 1922 году, стачечном движении в Шанхае. Вместе с тем, решения, принятые на съезде, не вполне соответствовали уровню развития пролетариата в Китае, страдая, таким образом, левым уклоном.